# Rudinka
Rudinka (ungarisch Kisrudas – bis 1907 Kisrudina) ist eine Gemeinde im Nordwesten der Slowakei mit 419 Einwohnern (Stand 31. Dezember 2024) und liegt im Okres Kysucké Nové Mesto, einem Kreis des Žilinský kraj, und zugleich in der traditionellen Landschaft Kysuce.

## Geographie

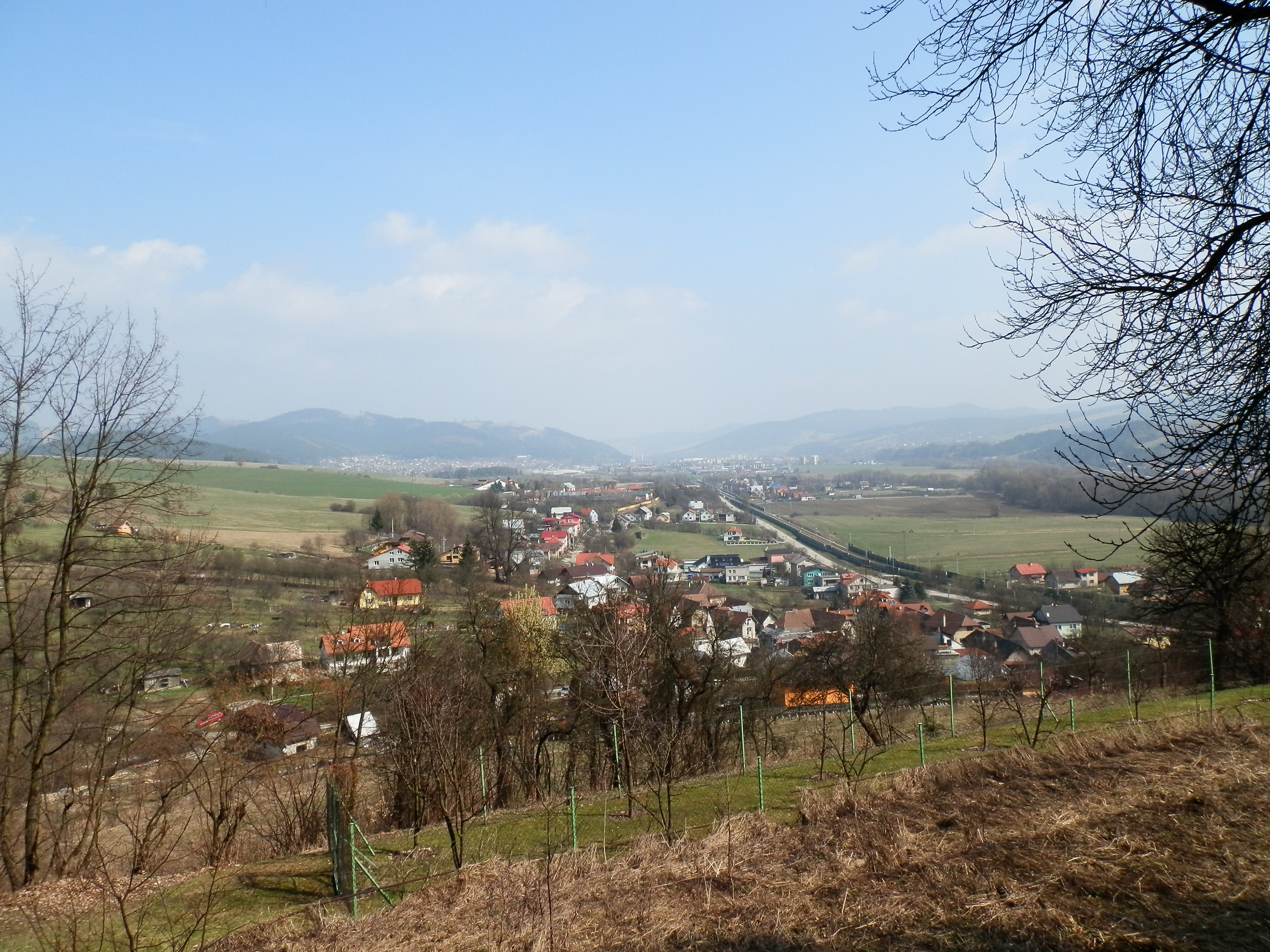
Blick auf den Ort

Die Gemeinde befindet sich zwischen dem Javorníky-Gebirge und dem Bergland Kysucká vrchovina, unmittelbar nördlich einer Verengung des Kysuca-Tals, die den Namen Kysucká brána trägt. Die durch den Ort fließende Rudinka mündet in die Kysuca als deren linksufriger Zufluss. Das Ortszentrum liegt auf einer Höhe von 350 m n.m. und ist viereinhalb Kilometer von Kysucké Nové Mesto sowie acht Kilometer von Žilina entfernt.
Nachbargemeinden sind Rudina im Norden, Kysucké Nové Mesto im Nordosten, Žilina (Stadtteile Brodno und Vranie) im Osten und Süden sowie Divina im Westen.

## Geschichte
Rudinka wurde zum ersten Mal 1506 als Minor Rudina schriftlich erwähnt und entstand auf dem Gemeindegebiet des bereits bestehenden Ortes Rudina. Der Besitz war zwischen dem Herrschaftsgebiet von Budatín und verschiedenen landadeligen Familien geteilt. 1720 besaß das Dorf einen Meierhof, 1784 hatte die Ortschaft 27 Häuser und 154 Einwohner, die als Förster, Landwirte und Viehhalter beschäftigt waren.
Nach 1907 wurde Rudinka in die Nachbargemeinde Rudinka eingemeindet, erlangte aber 1950 wieder Selbständigkeit.
Bis 1918 gehörte der im Komitat Trentschin liegende Ort zum Königreich Ungarn und kam danach zur Tschechoslowakei beziehungsweise heute Slowakei.

## Bevölkerung
| Jahr                | 1994 | 2004    | 2014    | 2024    |
| ------------------- | ---- | ------- | ------- | ------- |
| Anzahl der Personen | 385  | 391     | 394     | 419     |
| Unterschied         |      | +1,55 % | +0,76 % | +6,34 % |

| Jahr                | 2023 | 2024    |
| ------------------- | ---- | ------- |
| Anzahl der Personen | 402  | 419     |
| Unterschied         |      | +4,22 % |

Nach der Volkszählung 2011 wohnten in Rudinka 386 Einwohner, davon 365 Slowaken und ein Tscheche. Ein Einwohner gab eine andere Ethnie an und 19 Einwohner machten keine Angabe zur Ethnie.
276 Einwohner bekannten sich zur römisch-katholischen Kirche, jeweils zwei Einwohner zur Evangelischen Kirche A. B. und zur orthodoxen Kirche sowie jeweils ein Einwohner zur griechisch-katholischen Kirche und zur reformierten Kirche. 44 Einwohner waren konfessionslos und bei 60 Einwohnern wurde die Konfession nicht ermittelt.